# Mount Morgan
Mount Morgan – miasto w Australii, w stanie Queensland.